# Hedwig M. Binder
Hedwig M. Binder (* 16. Januar 1956 in Augsburg) ist eine deutsche Übersetzerin.

## Leben
Hedwig M. Binder absolvierte von 1976 bis 1983 an der Universität Göttingen ein Studium der Skandinavistik, Soziologie und Geschichte, das sie mit dem Magistergrad abschloss. Anschließend übte sie verschiedene Tätigkeiten aus. Seit 1987 lebt sie als freie Übersetzerin in Bremerhaven. Binder übersetzt Belletristik und Sachbücher aus dem Schwedischen, Norwegischen und Dänischen ins Deutsche.
Sie ist Mitglied im Verband deutschsprachiger Übersetzer literarischer und wissenschaftlicher Werke, VdÜ, sowie des Netzwerks BücherFrauen.

## Übersetzungen
- Karin Alvtegen: Die Flüchtige, Reinbek 2001
- Nikko Amandonico: Parma, Wien [u. a.] 2010
- Kerstin Ekman: Am schwarzen Wasser, München [u. a.] 2000
- Kerstin Ekman: Das Engelhaus, Kiel 1990
- Kerstin Ekman: Geschehnisse am Wasser, Kiel 1995
- Kerstin Ekman: Hexenringe, Kiel 1988
- Kerstin Ekman: Hundeherz, München [u. a.] 2009
- Kerstin Ekman: Die letzten Flöße, München [u. a.] 2003
- Kerstin Ekman: Mittsommerdunkel, München [u. a.]  2002
- Kerstin Ekman: Der Ruf des Raben, München [u. a.] 2002
- Kerstin Ekman: Schwindlerinnen, München [u. a.] 2012
- Kerstin Ekman: Skord von Skuleskogen, Kiel 1995
- Kerstin Ekman: Springquelle, Kiel 1989
- Kerstin Ekman: Stadt aus Licht, Kiel 1992
- Kerstin Ekman: Tagebuch eines Mörders, München [u. a.] 2011
- Kerstin Ekman: Die Totenglocke, München [u. a.] 2001
- Kerstin Ekman: Der Wald, München [u. a.] 2008
- Kerstin Ekman: Winter der Lügen, München 1997
- Kerstin Ekman: Zeit aus Glas, München [u. a.] 2005
- Kerstin Ekman: Zum Leben erweckt, München 1998
- Christine Falkenland: Mein Schatten, Zürich 2000
- Der Gottorfer Codex, München 2014
- Petter Karlsson: SEB – 150 Jahre Veränderung, Stockholm 2006
- Maj Sjöwall: Der Mann, der sich in Luft auflöste, Reinbek bei Hamburg 2008
- Maj Sjöwall: Der Polizistenmörder, Reinbek bei Hamburg 2008
- Maj Sjöwall: Die Tote im Götakanal, Reinbek bei Hamburg 2008
- Maj Sjöwall: Und die Großen lässt man laufen, Reinbek bei Hamburg 2008
- Richard Swartz: Über den Rand hinaus, Klagenfurt [u. a.] 2007
- Bertil Torekull: Das Geheimnis von IKEA, Hamburg 1998